# 圣恩格拉西亚德尔胡韦拉
圣恩格拉西亚德尔胡韦拉，是西班牙拉里奥哈自治区的一个市镇。总面积86平方公里，总人口208人（2001年），人口密度2人/平方公里。